# NGC 7240
NGC 7240 је елиптична галаксија у сазвежђу Гуштер која се налази на NGC листи објеката дубоког неба.
Деклинација објекта је + 37° 16' 50" а ректасцензија 22h 15m 22,7s. Привидна величина (магнитуда) објекта NGC 7240 износи 14,3 а фотографска магнитуда 15,3. NGC 7240 је још познат и под ознакама MCG 6-48-24, CGCG 513-22, CGCG 514-2, PGC 68415.